# Tamer Abdel Hamid
Tamer Abdel Hamid (en árabe: تامر عبد الحميد‎; El Mansura, Egipto; 27 de octubre de 1975) es un exfutbolista de Egipto que jugaba en la posición de centrocampista.

## Carrera

### Club
| Periodo   | Club           |
| --------- | -------------- |
| 1992-2000 | El Mansoura SC |
| 2000-2008 | Zamalek SC     |

### Selección nacional
Jugó para Egipto en 28 ocasiones de 1992 a 2004 y anotó dos goles; participó en Copa Africana de Naciones 2004 donde anotó un gol.		
| N.º | Fecha     | Sede                                          | Rival    | Marcador | Resultado | Torneo                         |
| --- | --------- | --------------------------------------------- | -------- | -------- | --------- | ------------------------------ |
| 1   | 8-1-2004  | Cairo International Stadium, El Cairo, Egipto | Ruanda   | 2–0      | 5–1       | Amistoso                       |
| 2   | 25-1-2004 | Stade Taïeb Mhiri, Sfax, Túnez                | Zimbabue | 1–1      | 2–1       | Copa Africana de Naciones 2004 |

## Logros
- Primera División de Egipto (3): 2000–01, 2002–03, 2003–04
- Copa de Egipto (2): 2001-02, 2007-08
- Supercopa de Egipto (2): 2001-02, 2002-03
- Liga de Campeones de la CAF (1): 2002
- Recopa Africana (1): 2000
- Campeonato de Clubes Árabes (1): 2003
- Supercopa Saudi-Egipcia (1): 2003